# Championship Manager 2
Championship Manager 2 (la versione italiana è intitolata Scudetto) è un videogioco di calcio per MS-DOS. Si tratta dell'edizione 1995/1996 rilasciata per il 3º anniversario della serie Championship Manager. È stata anche pubblicata una versione per Amiga nel 1997. Anche la produzione Fairlight ha fatto una sua versione.

## Modalità di gioco
Rispetto al precedente venne introdotto il campionato scozzese e per la prima volta nella serie fu resa disponibile una selezione di campionati da scegliere all'inizio del gioco.
Rispetto al precedente ha registrato passi in avanti dal punto di vista dell'interfaccia e per quanto riguarda il commento delle partite in cui era possibile ascoltare il telecronista Clive Tyldesley.